# Перейра дос Сантос, Антониу Эдуарду
Анто́ниу Эдуа́рду Пере́йра дос Са́нтос (порт.-браз. António Eduardo Pereira dos Santos; 3 мая 1984, Салвадор), более известный как Ка́ну (порт.-браз. Kanu) — бразильский футболист, защитник клуба «Витория» из Салвадора.

## Карьера
Свою карьеру Кану начинал в низших футбольных лигах Бразилии, в его послужном списке АБС и «Итуано». В 2008 году перешёл в свой первый заграничный клуб — португальский «Бейра-Мар».
В 2011 году перешёл в бельгийский «Стандард».
15 марта 2012 года в матче Лиги Европы против немецкого «Ганновера» (0:4) дважды поразил свои ворота.
14 ноября 2014 года присоединился к «Витории» из Гимарайнша.